# Chris Garneau
Chris Garneau (Boston, 5 novembre 1982) è un cantautore e musicista statunitense.
I suoi brani combinano elementi folk, pop e barocchi.
Dopo l'uscita del suo album di debutto, Music for tourists, si è esibito in tournée in USA, Canada, Brasile, Europa ed Asia.
Garneau cita Jeff Buckley, Nina Simone, Nico e Chan Marshall come influenze. Vive a Brooklyn, New York.

## Primi anni
Nativo di Boston, ha vissuto a Parigi e in seguito in New Jersey, per poi stabilirsi a New York.
Garneau scoprì l'amore per la musica in gioventù, studiando pianoforte.Dopo il liceo, Garneau frequentò per un breve periodo il Berklee College of Music, a Boston, ma lo abbandonò prima di completare il primo trimestre e si trasferì a Brooklyn, ove iniziò a scrivere musica e a esibirsi dal vivo in piccoli locali dell'East Village e del Lower East Side di Manhattan, fra cui il CBGB.

## Carriera
Garneau ha infine sottoscritto un contratto con Absolutely Kosher Records, un'etichetta discografica di Emeryville, a cui fu condotto da Jamie Stewart e Caralee McElroy degli Xiu Xiu.
Il primo album di Garneau, Music for Tourists venne rilasciato nell'ottobre del 2006, e fu caricato su iTunes nel gennaio 2007. Il suo progetto successivo, un EP chiamato C-Sides, è stato pubblicato nel dicembre 2007.
La colonna sonora della quarta stagione di Grey's Anatomy comprende musiche di Garneau. L'episodio Love/Addiction, contiene la sua canzone Castle-Time e l'episodio Forever Young contiene Black and Blue.
Anche la prima serie di Private Practice, nell'episodio In Which We Meet Addison, a Nice Girl From Somewhere Else, contiene il brano Sad News.
La sua cover di Between the Bars, di Elliot Smith è stata usata nel film di Pedro Almodóvar La pelle che abito.

## Discografia
- Music for Tourists (2006)
- C-Sides EP (2007)
- El Radio (2009)
- Winter Games (2013)